# Ama-no-hashidate
Ama-no-hashidate (jap. 天橋立; lit. „most do nieba”) – wąska mierzeja o długości ok. 3,3 km, porośnięta około 8 tys. sosen, spinająca brzegi zatoki Miyazu. 
Jest to jeden z „trzech słynnych pejzaży” w Japonii (jap. Nihon-sankei), w pobliżu miasta Miyazu, nad zatoką Miyazu (Morze Japońskie), w prefekturze Kioto.
Widok na zatokę i mierzeję można podziwiać z okalających je wzgórz. Są tam specjalne punkty widokowe, do których można dotrzeć wyciągami lub kolejkami linowymi. Zgodnie z zaleceniami miejscowej ludności, aby zobaczyć „prawdziwy most do nieba”, należy stanąć plecami do zatoki, zrobić skłon i popatrzeć między nogami.

## Galeria Ama-no-hashidate

Sesshū Tōyō, Ama-no-hashidate (1420–1506)
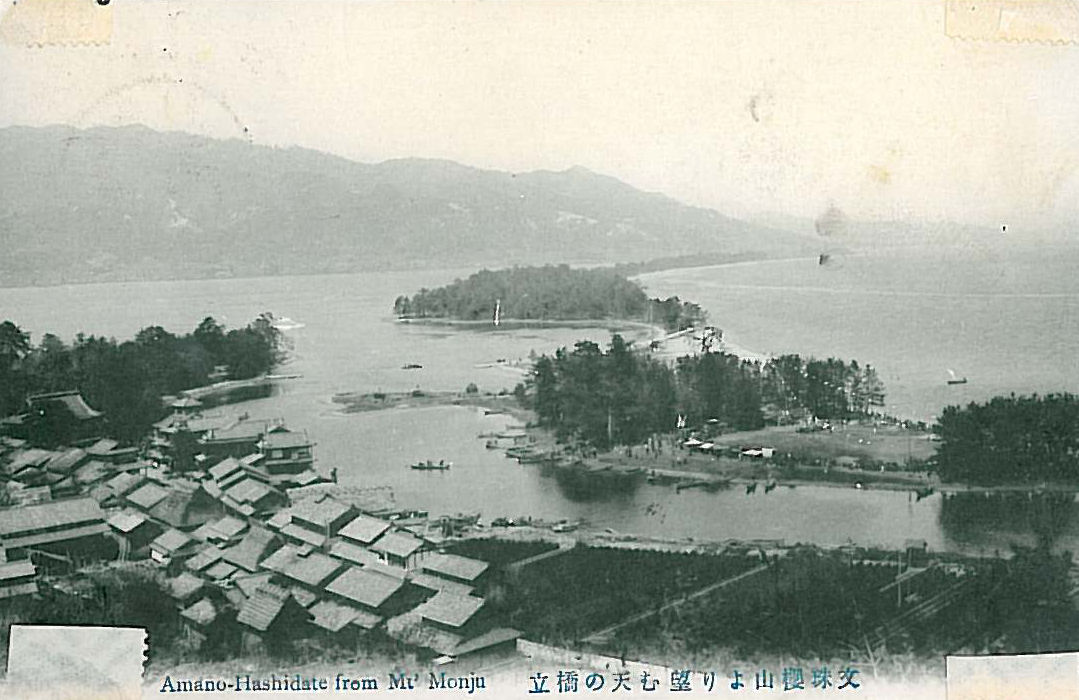
Kartka pocztowa (ok. 1912)
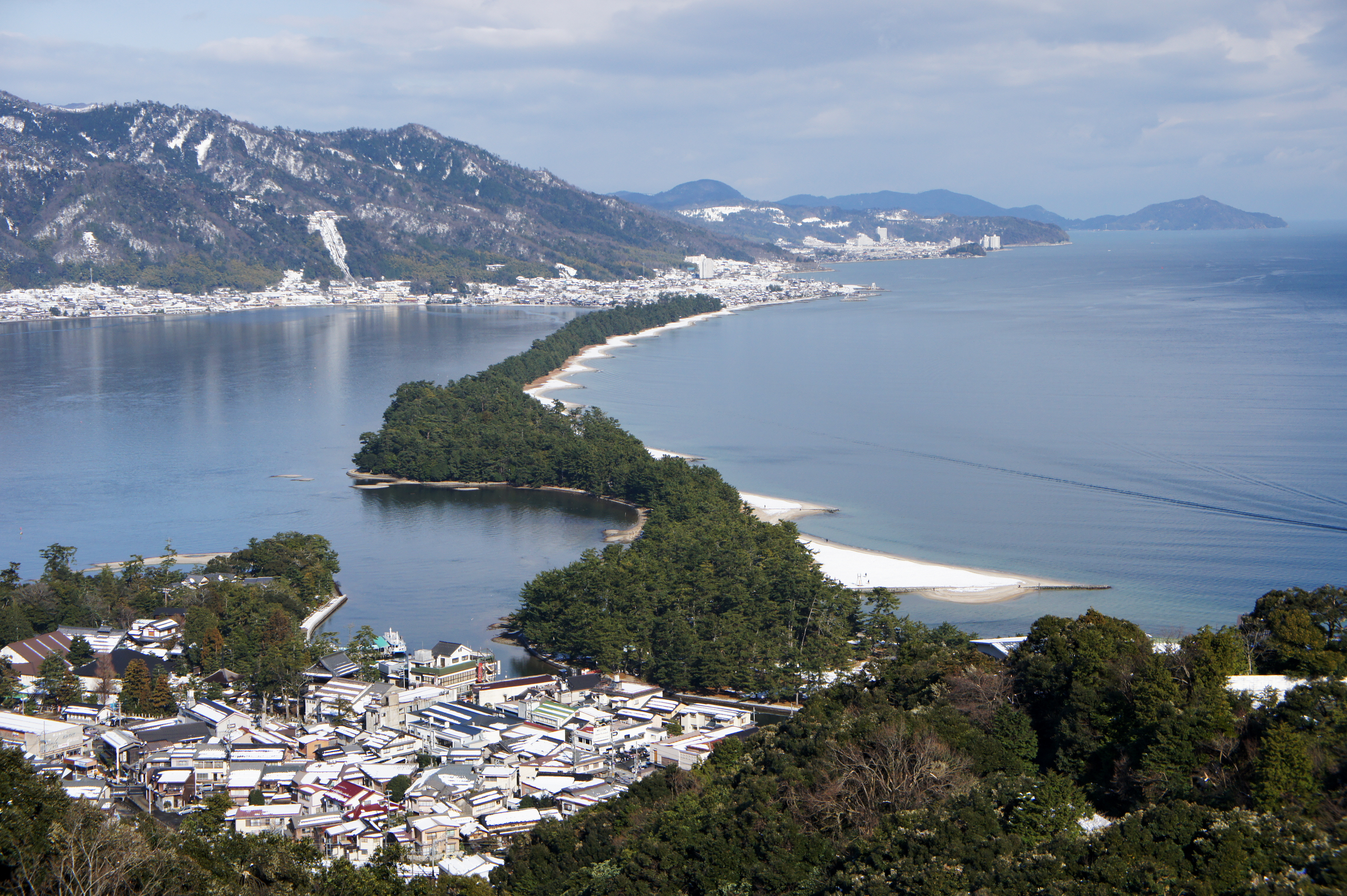
Współcześnie (2011)